# Oorhynchus aucklandiae
Oorhynchus aucklandiae is een zeespin uit de familie Ammotheidae. De soort behoort tot het geslacht Oorhynchus. Oorhynchus aucklandiae werd in 1881 voor het eerst wetenschappelijk beschreven door Hoek. 